# منوچهر آتشی
منوچهر آتشی (۲ مهر ۱۳۱۰، دهرود شهرستان دشتستان استان بوشهر – ۲۹ آبان ۱۳۸۴، تهران) شاعر، روزنامه‌نگار و مترجم معاصر ایرانی بود. او یکی از افراد حلقه ادبی موج ناب و دانش‌آموخته ادبیات انگلیسی بود.

## زندگی
منوچهر آتشی در ۲ مهر ۱۳۱۰ در دهرود در شهرستان دشتستان در استان بوشهر به دنیا آمد. خانوادهٔ وی از کُردهای زنگنهٔ منطقهٔ کرمانشاه بودند که در حدود ۴ نسل پیش به جنوب ایران مهاجرت کرده بودند. نام جد وی «آتش‌خان زنگنه» بود و به همین دلیل نام‌خانوادگی وی «آتشی» انتخاب شد. پدر منوچهر آتشی فرد باسوادی بود و به‌دلیل علاقه‌ سرگرد اسفندیاری که در جنوب به رضاخان کوچک مشهور بود به وی، او را به بوشهر انتقال داد و کارمند اداره‌ی ثبت‌احوال بوشهر شد.

## سبک شعری
منوچهر آتشی در اواخر دههٔ ۳۰ با کتاب شعر آهنگ دیگر, در شعر معاصر به تجربه‌ای تازه دست می‌زند. او با کشف و شهود در طبیعت جنوبی و وحشی به‌نوعی خشونت غریزی در شعر دست می‌یابد. اما آنچه خشونت شعری آتشی را از عنصر خشونت آشفته و غیرمنسجم برخی از شاعران قبل و بعد از خودش (مثلاً از نصرت رحمانی یا کیومرث منشی‌زاده) متمایز می‌کند به‌جز حضور «جنوب»، لحن حماسی آن است.
در دهه‌های ۳۰ و ۴۰ و ۵۰ شعرهای او شعر کویر است و عناصر طبیعی این کویر حماسه و خشونت را با هم می‌آمیزد. گذشته از آن، عشق و امید و آرزو نیز خود را به این طبیعت جنوبی غرق می‌کند و احساس تنها در مثلث خشونت - حماسه - جنوب چهره نشان می‌دهد. آتشی بر شاعران بسیاری در ایران تأثیر گذاشته‌است و نیز شاعران بسیاری را تربیت کرده‌ است. در همین زمینه محمدعلی بهمنی در غزلی تأکید می‌کند:
تو آتشی و تمام من از تو شعله‌ور است/ نه من، که روشنی نسلم از شماست هنوز
شاید معروفترین شعر او ظهور (معروف به عبدوی جط) باشد.

## مرگ
منوچهر آتشی یکشنبه ۲۹ آبان ۱۳۸۴ بر اثر ایست قلبی در سن ۷۴ سالگی در بیمارستان سینا تهران درگذشت و در بندر بوشهر به خاک سپرده شد. وی چند روز قبل از مرگش در مراسم چهره‌های ماندگار به عنوان چهره ماندگار ادبیات معرفی شده بود.

## آثار
مجموعه‌های شعر:
- آهنگ دیگر ۱۳۳۸
- آواز خاک ۱۳۴۶
- دیدار در فلق ۱۳۴۸
- بر انتهای آغاز ۱۳۵۰
- گزینه اشعار ۱۳۶۵
- وصف گل سوری ۱۳۷۰
- گندم و گیلاس ۱۳۷۱
- زیباتر از شکل قدیم جهان ۱۳۷۶
- چه تلخ است این سیب ۱۳۷۸
- خلیج و خزر ۱۳۸۰
- باران برگ زوق: دفتر غزل‌ها ۱۳۸۰
- اتفاق آخر ۱۳۸۰
- حادثه در بامداد ۱۳۸۰
- ریشه‌های شب ۱۳۸۴
- غزل غزل‌های سورنا ۱۳۸۴

ترجمه:
- فونتامارا (اینیاتسیو سیلونه) ۱۳۴۷

## فیلمشناسی
| عنوان                  | سال انتشار | نقش  | کارگردان     |
| ---------------------- | ---------- | ---- | ------------ |
| آرامش در حضور دیگران   | ۱۳۵۱       | آتشی | ناصر تقوایی  |
| سرد سبز                | ۱۳۸۰       | خودش | ناصر صفاریان |
| جام جان                | ۱۳۸۰       | خودش | ناصر صفاریان |
| یادها، بوسه ها، خنجرها | ۱۳۸۵       | خودش | روجا چمنکار  |

## نمونه اشعار
حس می‌کنم
نیش ستاره را
در چشمم
طعم ستاره را
در دهانم
و طعم یک کهکشان تنهایی را
در جانم